# Толстушко Всеволод Юрійович
Всеволод Юрійович Толстушко (31 травня 1993) — український хокеїст, захисник; гравець збірної України.

## Кар'єра

### Ранні роки
Знайомство Всеволода з хокеєм відбулося в ранньому дитинстві завдяки хокейному оточенню його батька. Серед друзів сім'ї на той момент були хокеїсти Костянтин Касянчук та Олег Полковников. Вперше на ковзани майбутній захисник став у 4 роки під час сімейного походу на ковзанку, а вже в 5 років батько віддав його у хокейну школу. Першим тренером Всеволода у школі був Юрій Дмитрович Крилов (1946-2010).

### Професійна кар'єра
Старт професійної кар'єри Толстушко почався в київському клубі «Сокіл» в 2011- 2012 роках В середині цього ж сезону молодий хокеїст встиг зіграти в оренді у клубу «Вінницькі Гайдамаки». Зміцнівши в професійному плані, повернувся в «Сокіл», але вже на позицію нападника. Досвід гри в нападі позитивно позначається на організації атак захисником.
У період з 2009 по 2012 рік регулярно виступав за молодіжну та юніорську збірну України з хокею, в складі яких двічі був капітаном, а також визнаний найкращим захисником і найкращим гравцем команди.
У сезоні 2013-2014 Толстушко отримав свій перший легіонерський досвід в «МХК Дмитров». Після сезону в російському клубі, хокеїста запросили грати у Францію. У французькому клубі «Каненські Драккари» він відіграв сезон 2014-15.
У 2015 році його запросили грати за донецький «Донбас», де він з перших ігор закріпився в складі команди. Завдяки високій результативності отримав звання найкращого захисника-бомбардира сезону, чим допоміг команді виграти регулярний чемпіонат УХЛ.
У сезоні 2014-2015 потрапив до основного складу Національної збірної України з хокею, яка брала участь в Олімпійській кваліфікації в Японії. Протягом всього сезону Толстушко продовжував демонструвати упевнену гру і лідерські якості, завдяки чому став учасником Чемпіонату світу D1B. На турнірі Національна збірна України посіла перше місце.
Наступний сезон Толстушко продовжив виступати за «Донбас», який напередодні заслужив право на участь у Континентальному кубку. У сезоні 2016-2017 Всеволод отримав травму кисті, що завадило подальшої участі в чемпіонаті УХЛ. 
На початку сезону 2017-2018 років Толстушко поповнив склад «Галицьких Львів», де в 30 матчах набрав 25 (15+10) очок, що дозволяло йому отримати звання кращого «снайпера» команди.
За день до закриття трансферного вікна, в січні 2018 року, його заявив «Кременчук». У складі «Кременчука» Толстушко двічі ставав кращим захисником місяця: в листопаді 2018 року, коли набрав в 8 матчах 4 (1+ ) очки при показнику корисності +7;  В лютому 2019 року, набравши в 7 матчах 8 (1+7) очок при показнику корисності +8. Закинувши переможну шайбу в ворота «Крижаних Вовків» і віддав відразу 4 результативні передачі в грі з «Білим Барсом».
По завершенню сезону 2017-2018 в Україні, 25-річний захисник вирушив до Нової Зеландії, де зіграв в місцевому чемпіонаті за «Кентербері Ред Девілз». У складі якого він в 15 іграх набрав 12 (4+8) очок. «Кентербері» завершив чемпіонат на п'ятому місці. 
До початку сезону УХЛ 2018 - 2019 років, Толстушко повернувся в Україну і продовжив виступати за «Кременчук».
Толстушко визнаний кращим захисником чемпіонату сезону 2018-2019 років в рамках першої в історії церемонії нагородження зірок українського хокею від УХЛ.